# Pedro Sarabia
Pedro Sarabia (5 de juliol de 1975) és un exfutbolista paraguaià.

## Selecció del Paraguai
Va formar part de l'equip paraguaià a la Copa del Món de 1998.